# Johanna Preinstorfer
Johanna Preinstorfer (* 17. Juni 1929 in Altmünster als Johanna Führer) ist eine ehemalige österreichische Politikerin (ÖVP) und Landtagspräsidentin des Oberösterreichischen Landtags.

## Ausbildung und Beruf
Preinstorfer besuchte nach der Volksschule drei Klassen einer Hauptschule und wechselte danach an das Gymnasium der Kreuzschwestern in Ort, wo sie 1948 die Matura ablegte. Sie absolvierte danach einen zweijährigen Lehrgang für landwirtschaftliche Lehrer und legte dort 1950 die Fachmatura ab. Sie arbeitete in der Folge als Lehrerin für Hauswirtschaft, Landwirtschaft und Deutsch an der Landwirtschaftsschule Weyregg am Attersee. Nach ihrer Heirat 1960 war Preinstorfer als Landwirtin tätig.

## Politik und Funktionen
Ihre politische Karriere begann die Landwirtin 1971 als Bezirksbäuerin und wurde nach dem Tod von Landesbäuerin Kronsteiner 1973 deren Nachfolgerin. Sie hatte in der Folge auch die Funktion der stellvertretenden Landesleiterin der Österreichischen Frauenbewegung inne und war ab 1973 auch als erste Frau Mitglied der Vollversammlung der Landwirtschaftskammer. Innerparteilich wirkte sie zudem als Mitglied der ÖVP-Bundesparteileitung. Nach der Landtagswahl 1973 wurde sie zudem am 16. November 1973 als Abgeordnete zum Oberösterreichischen Landtag angelobt, wobei sie dem Landtag bis zum 29. Oktober 1991 angehörte. Am 25. Oktober 1979 wurde sie auf Antrag des Bauernbundobmanns Lehner zur ersten weiblichen Landtagspräsidentin Oberösterreichs gewählt. Sie blieb in diesem Amt bis zu ihrem Ausscheiden aus dem Landtag tätig. Zudem gehörte Preinstorfer als Gemeinderätin dem Gemeinderat von Ohlsdorf an und wurde im November 1982 bis 1989 zur ersten weiblichen Bürgermeisterin Oberösterreichs gewählt.

## Privates
Preinstorfer wurde als ältestes von sieben Kindern eines Gastwirtsehepaars in Altenmühl geboren, wobei der Ort zu diesem Zeitpunkt zu Altmünster, heute jedoch zu Gmunden gehört. Sie heiratete am 10. Oktober 1960 den Landwirt Alois Preinstorfer aus Ehrendorf in der Gemeinde Ohlsdorf und lebte in der Folge auf seinem Kothmairgut, einer Landwirtschaft mit Stierzucht und Gemüseanbau. Zwischen 1961 und 1969 gebar sie drei Töchter und einen Sohn.

## Auszeichnungen
- Ökonomierätin (1986)
- Großes Ehrenzeichen des Landes Oberösterreich[2]